# 穆里略埃尔昆德
穆里略埃尔昆德（西班牙語：Murillo el Cuende）是西班牙纳瓦拉的一个市镇。总面积59平方公里，总人口646人（2001年），人口密度11人/平方公里。